# Indogarypus indicus
Indogarypus indicus är en spindeldjursart som först beskrevs av Beier 1930.  Indogarypus indicus ingår i släktet Indogarypus och familjen Geogarypidae. Inga underarter finns listade i Catalogue of Life.